# Israelische Badmintonmeisterschaft 1981
Die Israelische Badmintonmeisterschaft 1981 war die fünfte Austragung der nationalen Titelkämpfe von Israel im Badminton.

## Finalresultate
| Disziplin    | Sieger                         | Finalist                      | Ergebnis           |
| ------------ | ------------------------------ | ----------------------------- | ------------------ |
| Herreneinzel | Nissim Duk                     | Victor Yusim                  | 12-15, 18-13, 15-9 |
| Dameneinzel  | Eva Unglick                    | Irit Ben Shushan              | 11-0, 11-3         |
| Herrendoppel | Victor Yusim Michael Rappaport | Nissim Duk Michael Schneidman | 8-15, 15-12, 15-12 |
| Damendoppel  | Eva Unglick Irit Ben Shushan   | Carol Silman Chaya Grunstein  | 2:0                |
| Mixed        | Michael Rappaport Eva Unglick  | Danny Emek Carol Silman       | 2:0                |